# Phycitini
Phycitini — триба метеликів родини вогнівкових (Pyralidae).